# 新沙灣村
新沙灣村（New Sandy Bay Village）是加勒比海島國聖文森特和格林納丁斯聖文森特島夏洛特區的一個村莊，位於該島北海岸，凡西以東和喬治敦以北，海拔高度僅19米。